# Парк крыс
Парк крыс (англ. Rat Park) — исследование в области наркотической зависимости, проведённое в конце 1970-х годов (и опубликованное в 1981 году) канадским психологом Брюсом К. Александером и его коллегами из Университета Саймона Фрейзера в провинции Британская Колумбия в Канаде.

## Гипотеза — наркотики не вызывают зависимость
Брюс К. Александер вывел гипотезу, что наркотики не вызывают зависимость без сопутствующих условий. Мнимая склонность к наркотическим средствам, наблюдаемая у лабораторных крыс, подвергнутых воздействию опия, вызвана по большей мере их условиями жизни, а не химическим свойством самого препарата.. В документе, отправленном канадскому сенату в 2001 году, Б. К. Александер сообщил, что предшествовавшие эксперименты, во время которых лабораторные крысы были изолированы в тесных металлических клетках с устройством впрыскивания наркотика, показывают, что «как животные в глубокой депрессии, так и люди в состоянии крайней безнадёжности, утоляют свою горесть фармакологическими препаратами, если имеют такую возможность».
Для проверки своей гипотезы Б. К. Александер соорудил «Парк крыс», колонию величиной 8,8 м2 с 200 ячейками, используя для основания стандартные лабораторные клетки. В колонии проживало 16 — 20 крыс обоих полов, экспериментатор снабдил их изобилием еды, мячами и колёсами для бега и игры, обеспечил подопытных крыс достаточным пространством для спаривания для наблюдений за следующим поколением. Во время опытов Александер сравнивал поведение грызунов из колонии «Парка крыс» с теми, которые жили в так называемом боксе Скиннера, представляющим стандартную лабораторную клетку с минимальным наполнением.
Результаты эксперимента подкрепили гипотезу Б. К. Александера. Изначально все группы крыс были вынуждены пить воду с содержанием гидрохлорида морфина на протяжении 57 дней. Затем подопытным, помещённым в «Парк крыс», давали на выбор обычную водопроводную воду и воду, разбавленную морфином. Большинство крыс выбирали водопроводную воду. Как писал сам Брюс К. Александер: «ничего из того, что мы пробовали, не выработало у крыс, пребывавших в относительно стабильном состоянии, что-либо похожее на зависимость». Контрольная группа крыс, которые впоследствии были изолированы в маленьких клетках Скиннера, наоборот, в этом эксперименте потребляли гораздо большие объёмы воды с содержанием морфина.

## Эксперимент
Команда во главе с Брюсом К. Александером разработала ряд экспериментов для выявления у крыс выраженного желания потреблять морфин. У «Парка крыс» был размещён короткий тоннель, достаточно большой для прохода одной крысы. В конце тоннеля крысы могли пить жидкость из двух дозаторов, которые автоматически засчитывали количество потреблённых капель. Одно дозирующее устройство содержало раствор морфина, другое чистую водопроводную воду.
Растворенный морфин имеет горький вкус для людей и, судя по повадкам животных, вызывает ту же вкусовую реакцию у крыс, так как грызуны потрясывают головой и отказываются пить горькую воду. Поскольку крысы любят сахар, исследователи использовали пристрастие крыс к сладкому в «эксперименте соблазна». Они решили проверить, может ли подслащённая вода побудить крыс к повышенному потреблению морфина. В «эксперименте соблазна» участвовало четыре группы крыс. Группа CC изолировалась после отсаживания от матери в возрасте 22 дней, крыс помещали в лабораторные клетки и держали там до возраста 80 дней, ровно до момента окончания эксперимента. Группа PP была помещена на то же время в «Парк крыс». Группа CP была переведена в возрасте 65 дней из лабораторных клеток в «Парк крыс». Группу PC наоборот перевели из «Парка крыс» в лабораторные боксы соответственно.
Крысы, поселённые в лабораторные клетки (группы CC и PC), активно употребляли еле подслащённую воду с морфином. Во время эксперимента самцы, живущие в ящиках Скиннера, потребляли наркотик в 19 раз больше, чем самцы, проживающие в «Парке крыс». Несмотря на высокое содержание сахара в воде с морфином, крысы из «Парка крыс» в большинстве случаев отказывались её пить. Грызуны пробовали воду, причём самки делали это чаще самцов, но в итоге предпочитали чистую воду. По словам Брюса К. Александера, это был «знаменательный результат». Интересным наблюдением стало то, что крысы группы CP поначалу отказывались пить воду с растворённым морфином, но после того, как воду делали всё слаще, разбавляя при этом концентрацию морфина, подопытные начинали пить раствор в тех же количествах, что и грызуны, которые жили во время всего эксперимента в клетках. Александер сделал вывод, что поглощение крысами сладкой воды продолжалось до тех пор, пока этот процесс не мешал их нормальному социальному поведению. Ещё более значимым стало то, что после смешивания воды, содержащей раствор морфина, с налоксоном, нейтрализующим действие опиоидов, крысы из «Парка крыс» начали пить эту воду.
В другом эксперименте крыс помещали на 57 дней в лабораторные клетки, где они были вынуждены пить воду с морфином. По окончании срока их переселяли в «Парк крыс», где они могли выбрать поилку с чистой водой или водой с наркотическими примесями. Крысы принимались пить чистую воду. Хотя у них и были некоторые признаки зависимости, полноценной наркомании у грызунов не наблюдалось.
Брюс К. Александер посчитал, что его эксперименты доказывают отсутствие прикладной пользы в изучении самоорганизации животных в отношении наркозависимости. «Сильный аппетит изолированных подопытных животных к героину не даёт ответа на вопрос — как нормальные животные и люди реагируют на эти наркотики. Нормальные люди могут игнорировать возможность употребления героина и в условиях его обилия в повседневной жизни. Даже если они применят этот наркотик, то риск привыкания низок… Крысы из „Парка крыс“ показывают те же особенности». Через несколько лет Университет Саймона Фрэйзера остановил финансирование «Парка крыс».

## Реакция и критика
Два крупных научных журнала Science и Nature отказались публиковать первую работу Брюса К. Александера. Наконец, в 1978 году в меньшем, но респектабельном журнале Psychopharmacology работа психолога вышла в свет. Изначально опубликованная работа не вызвала никакой реакции.
Позже, в 1989 году, появились эксперименты, которые подтверждали теорию Б. К. Александера. Например, был опубликован эксперимент Бозарта, Мюррея и Вайса в области фармакологии, биохимии и поведенческих реакций «Influence of Housing Conditions on the Acquisition of Intravenous Heroin and Cocaine Self-Administration in Rats» («Влияние условий содержания на восприимчивость к внутривенным инъекциям героина и самостоятельному введению кокаина у крыс»).
Попытка воссоздания эксперимента «Парк крыс» с использованием декоративных крыс и крыс-альбиносов породы спрег-доули предпринималась с целью подтвердить оригинальный эксперимент. Однако крысы из группы «Новая колония декоративные», напротив, не пили разбавленную морфином воду, будучи изолированными в клетке или, наоборот, в колонии крыс. Исследователи пришли к выводу, что опыты над животными не могут применяться для обоснования человеческого поведения.

В то время как эксперимент подвергался критике за методологические недостатки, появлялись новые мнения о том, что окружающая среда подопытных животных непосредственно влияет на результат экспериментов в области наркомании. К 2006 году формулировки из ряда подобных экспериментов были процитированы более ста раз, появились новые похожие исследования о влиянии жизненных условий на риск употребления наркотических средств.
Брюс К. Александер в 1990 году выпустил книгу Peaceful Measures: Canada’s Way Out of the War on Drugs, («Мирные меры: выход Канады из войны с наркотиками»), в которой продолжал обсуждение влияния низкого уровня жизни на злоупотребление наркотиками. В 2008 году вышла в свет его вторая книга The Globalisation of Addiction: A study in poverty of the spirit («Глобализация зависимости: исследование слабого духа»), в которой идёт речь о том, что обескультуривание людей ведёт ко всем видам зависимостей, как и полная изоляция животных стимулирует их к употреблению наркотиков.
В 2015 году была опубликована документальная книга британского писателя Йохана Хари Chasing the Scream: The first and Last Days of the War on Drugs («В погоне за криком: Первые и последние дни войны с наркотиками») со ссылками на эксперимент «Парк Крыс». Автор книги поддерживал результаты эксперимента и объяснял существование наркотической зависимости в том числе низким уровнем жизни. Документальная книга получила в основном позитивные отклики, в том числе британский психиатр и нейропсихолог Дэвид Натт, специализирующийся на исследованиях лекарственных средств, написал положительную рецензию о книге в издании The Evening Standard.

## Дальнейшие исследования
Одно из дальнейших исследований, проведённое в 2006 году, показало, что благоприятная окружающая среда может уменьшить риск наступления наркотической зависимости у мышей.
В другом эксперименте «Environmental Enrichment During Early Stages of Life Reduces the Behavioral, Neurochemical, and Molecular Effects of Cocaine» («Уменьшение поведенческого, нейрохимического и молекулярного эффекта кокаина за счёт обогащённой окружающей среды на ранних стадиях жизни») были созданы две группы подопытных мышей, одни проживали в обогащенной среде (ОС) с игрушками и обилием пищи, а другая группа была помещена в стандартные клетки, или стандартную среду (СС). Исследования показали, что у группы грызунов, проживающих в ОС, была снижена двигательная активность после введения дозы кокаина, что может говорить об их относительно стабильном поведении, так как одним из симптомов употребления кокаина является чрезмерная активность. Также было отмечено, что в условиях ОС эффект вознаграждения кокаином для мышей был понижен по сравнению с подопытными из СС.